# Pinasca
Pinasca (okcitán nyelven Pinacha) egy 3 085 lelkes település Olaszországban, Torino megyében. Pinasca a Chisone-völgyben található. A Pinascaval határos települések: Giaveno, Pinerolo, Inverso Pinasca, Perosa Argentina, Villar Perosa.

## Testvérvárosok
- Wiernsheim, Németország

## Fordítás
- Ez a szócikk részben vagy egészben  a   Pinasca című olasz Wikipédia-szócikk fordításán alapul.  Az eredeti cikk szerkesztőit annak laptörténete sorolja fel. Ez a jelzés csupán a megfogalmazás eredetét és a szerzői jogokat jelzi, nem szolgál a cikkben szereplő információk forrásmegjelöléseként.